# Sin City: A Dame to Kill For
Sin City: A Dame to Kill For (även: Sin City 2) är en amerikansk kriminal-thrillerfilm som hade biopremiär i USA den 22 augusti 2014. Det är uppföljaren till Sin City från 2005. Filmen regisserades av Robert Rodríguez och Frank Miller och baseras på Millers A Dame to Kill For från Sin City-serien.
Filmen planerades ursprungligen att ha biopremiär i USA den 4 oktober 2007, men sköts senare upp efter många produktionsfördröjningar.

## Handling

### Just Another Saturday Night
Marv (Mickey Rourke) vaknar upp på en bilväg, omringad av döda män och kraschade bilar utan något minne av hur han hamnade där. Han försöker komma ihåg händelserna som ledde honom hit. Han var och såg Nancy Callahan (Jessica Alba) dansa på Kadie's Saloon. När han lämnade sprang han på fyra unga män som satte eld på en hemlös man. Marv går emellan, men ledaren av gruppen skjuter honom i armen och kallar honom ”Bernini Boy”, vilket Marv uppfattar som ”Bernie”. Männen flyr och Marv följer efter i en stulen polisbil som han kraschar in i deras bil. Kraschen leder till hans medvetslöshet och minnesförlust. Han följer efter de två överlevande männen in i ”The Projects”, hans barndomskvarter, och med hjälp av invånarna i kvarteret tar han fast de två männen. Han frågar ut ledaren om varför han kallade honom ”Bernini boy”, till vilket han får svaret att det är märket på jackan Marv bär. Marv skär halsen av honom och tittar på sin jacka, han kommer fram till att han inte kan komma ihåg hur han fick den.

### The Long Bad Night (Del 1)
Johnny (Joseph Gordon-Levitt), en ung tursam pokerspelare anländer till staden och ställer upp i ett spel mot Senator Roarke (Powers Boothe).

### A Dame to Kill For
Utspelar sig flera år innan första filmen berättelse "The Big Fat Kill". Dwight McCarthy (Josh Brolin) möter sin förra älskare Ava Lord (Eva Green).

### The Long Bad Night (Del 2)
Johnny letar upp doktor Kroening (Christopher Lloyd) som hjälper honom.

### Nancy's Last Dance
Utspelar sig fyra år efter "That Yellow Bastard". Nancy försöker hitta ett sätt att hantera Hartigans (Bruce Willis) död.

## Rollista
| Mickey Rourke        | – Marv            |
| Jessica Alba         | – Nancy Callahan  |
| Josh Brolin          | – Dwight McCarthy |
| Joseph Gordon-Levitt | – Johnny          |
| Rosario Dawson       | – Gail            |
| Bruce Willis         | – John Hartigan   |
| Eva Green            | – Ava Lord        |
| Powers Boothe        | – Senator Roark   |
| Dennis Haysbert      | – Manute          |
| Ray Liotta           | – Joey            |
| Christopher Meloni   | – Mort            |
| Jeremy Piven         | – Bob             |
| Christopher Lloyd    | – Kroenig         |
| Jaime King           | – Goldie / Wendy  |
| Juno Temple          | – Sally           |
| Stacy Keach          | – Wallenquist     |
| Marton Csokas        | – Damien Lord     |
| Jude Ciccolella      | – Liebowitz       |
| Jamie Chung          | – Miho            |
| Julia Garner         | – Marcy           |
| Lady Gaga            | – Bertha          |
| Alexa Vega           | – Gilda           |
| Patricia Vonne       | – Dallas          |

## Om filmen
Filmen hade Sverigepremiär den 29 augusti 2014.

### Fotnoter
1. ↑  ”Frank Miller's Sin City: A Dame to Kill For” (på engelska). Box Office Mojo. 22 augusti 2014. http://www.boxofficemojo.com/movies/?id=sincity2.htm. Läst 28 september 2016.
2. ↑  ”Sin City: A Dame to Kill For”. Svensk filmdatabas. 29 augusti 2014. http://www.sfi.se/sv/svensk-filmdatabas/Item/?itemid=79827&type=MOVIE&iv=Basic. Läst 28 september 2016.